# 이종석 (정치인)
이종석(李鍾奭, 1958년 5월 11일~)은 대한민국의 정치인이다. 제32대 통일부 장관, 제38대 국가정보원장이다.

## 약력
1977년 서울 용산고등학교를 졸업하고 성균관대학교 행정학과에 입학하여 학생운동에 참여하였다. 1984년 성균관대학교 행정학과를 졸업하고 금성전자에서 근무하다가, 2년 후 동 대학원 정치학과에 들어가 조선민주주의인민공화국에 학문적 관심을 가지게 되었다. 정형화된 북한론을 개혁하여, 북한에 대한 내재적비판적 접근을 강조하며 북한, 남북관계, 북중관계를 연구하였다. 석사학위 논문은 〈북한지도집단의 항일무장투쟁의 역사적 경험에 대한 연구〉이며 박사학위 논문은 《조선노동당의 지도사상과 구조변화에 관한 연구》이다. 1989년부터 1996년까지 경희대, 서강대, 서울대, 성균관대의 강사를 역임하였다.

### 북한학자
1994년에 세종연구소 남북관계연구실 연구위원을 맡아(~2003년) 한층 전문적으로 북한의 정치와 남북관계를 연구하여, 이때부터 대북 포용정책을 언론에서 본격적으로 주장하게 된다. 1995년에는 《조선노동당연구: 지도사상과 구조변화를 중심으로》와 《현대 북한의 이해》를 저술하였으며 1998년에는 《분단시대의 통일학》, 2000년에는 《새로 쓴 현대북한의 이해》,《북한-중국 관계: 1945-2000》를 저술하였다. 1995년에는 통일부의 정책자문위원(2003년까지)을 맡았고, 김대중 정권이 탄생하자 한국정부가 채택한 햇빛정책을 강력히 지지하였다. 2000년의 남북정상회담에서는 대통령 특별수행원 자격으로 김대중대통령과 동행하여 평양을 방문하였다. 그 후 노무현 정권 때인 2003년 3월 국가안전보장회의의 사무차장으로 임명되었다. 

### 제32대 통일부 장관
2006년 2월에 제32대 통일부장관에 임명되었고, 북한의 핵실험 여파로 그 해 12월 장관직을 물러나 세종연구소로 복귀하였다. 2008년부터 2009년까지 1년동안 미국 스탠퍼드 대학교에서 방문교수로 한반도와 동아시아 문제를 연구하였다. 현재 세종연구소에서 수석연구위원 겸 발전위원회 위원장으로 재직중이다.

### 제38대 국가정보원장
2025년 6월 4일, 이재명 대통령이 국가정보원장 후보자로 그를 내정했다. 2025년 6월 25일, 제38대 국가정보원장으로 임명되었다.